# Sonny Ramadhin
Sonny Ramadhin est un joueur de cricket trinidadien né le 1er mai 1929 et mort le 27 février 2022, international avec l'équipe des Indes occidentales. Il dispute son premier test-match avec les Indes occidentales en 1950, alors qu'il n'a quasiment aucune expérience du plus haut-niveau. Il est sélectionné à 43 reprises dans cette forme de jeu[pas clair], la dernière en 1961.
Ce lanceur à la technique particulière, mélangeant diverses formes de spin bowling, est régulièrement associé au jamaïcain Alf Valentine (en), un autre spin bowler, au cours de sa carrière internationale. Ramadhin est le premier Indo-Caribéen sélectionné avec les Indes occidentales.

## Biographie
Sonny Ramadhin naît à St Charles Village, sur l'île de Trinité. Jeune, c'est vers le rôle de batteur qu'il est attiré. Lorsqu'il quitte l'école, il joue pour un club local et s'initie au lancer. Il est repéré par l'ancien joueur barbadien Clarence Skinner, qui le fait embaucher par Trinidad Leaseholds. Ramadhin dispute alors des rencontres avec l'équipe de la société. Début 1950, il est invité à disputer deux rencontres first-class avec l'équipe de Trinité contre la Jamaïque. Ces matchs servent aux sélectionneurs de l'équipe des Indes occidentales à composer le groupe pour la tournée en Angleterre, la même année. Il accumule 12 guichets (éliminations de batteurs) en deux matchs, et participe au voyage avec cette seule expérience du plus haut-niveau.
Durant la tournée, il est associé à Alf Valentine, un autre spin bowler sans plus de pratique. Ramadhin et Valentine sont deux des joueurs-clés dans la victoire finale des Indes occidentales lors de la série de quatre test-match, 3-1. Ramadhin est le premier Indo-caribéen à évoluer à ce niveau. Alors que les Caribéens ont perdu le premier match de la série, Valentine et Ramadhin sont cruciaux dans la première victoire de l'histoire de l'équipe sur le sol anglais, à Lord's. Ramadhin prend 11 des 20 guichets anglais à lui seul. L'événement est célébré par une calypso de Lord Beginner, Victory Test Match. Au total, Ramadhin prend 26 guichets lors des quatre test-matchs, et un total de 135 au cours de la tournée, le meilleur de son équipe. Les Indes occidentales remportent leur première série de test-matchs en Angleterre 3-1.
Sa visite en Australie en 1950-1951 est bien moins réussie : il ne prend que 14 guichets en tout contre l'Australie, à une moyenne au lancer de 49,6, alors que les Caribéens sont défaits 4-1. Comme quelques mois plus tôt, Ramadhin et Valentine effectuent une large proportion des lancers de l'équipe. Lors de la tournée en Nouvelle-Zélande qui suit, il se montre cependant décisif dans le premier match, avec neuf guichets. À domicile, contre l'Inde, début 1953, il ne prend que 13 guichets en tout. Toutefois, cinq d'entre eux le sont lors de la deuxième manche du deuxième test-match de la série, où il est décisif.
Ses statistiques sont à nouveau bonnes lors de la tournée anglaise dans les Caraïbes, 1954, finissant avec le meilleur total de guichets de la série, 23. Après la visite des Australiens en 1955, contre qui il est inefficace, à la fois lui et Valentine se montrent performants lors de la tournée en Nouvelle-Zélande, en 1957. C'est la première fois depuis plusieurs années qu'ils le sont de manière simultanée, et la dernière fois. Ramadhin cumule vingt guichets contre les Néo-Zélandais.
La même année, les Indes occidentales se rendent en Angleterre. Lors du premier test-match, à Edgbaston, Ramadhin réussit sa meilleure performance au lancer à ce niveau en une manche, sept guichets pour 49 courses concédées. Mais dans la deuxième manche, les batteurs anglais Peter May et Colin Cowdrey trouvent la parade contre ses lancers, défendant leur guichet avec leurs jambières, sans chercher à toucher la balle avec leur batte, et dans des conditions telles que les lois du cricket leur permettent de ne pas être éliminé « leg before wicket ». Si le contact entre la jambe se fait suffisamment loin du guichet, il est à l'époque impossible pour l'arbitre de considérer qu'il y a obstruction. Les lois ont été changées ultérieurement : désormais, même si le contact se fait loin, l'arbitre apprécie si la balle allait toucher le guichet.
Il ne participe qu'à quatre des huit test-matchs disputés par les Indes occidentales en Inde et au Pakistan en 1958-1959. Contre le Pakistan, il réussit une manche de quatre guichets pour 25 courses, sa dernière performance notable à ce niveau. Il réussit quand même le meilleur total de guichets lors de la visite des Anglais en 1960. Il n'est sélectionné que deux fois lors de la tournée en Australie en 1960-1961, ses dernières apparitions internationales.
Il joue deux saisons avec le Lancashire, en Angleterre, en 1964 et 1965, avant de prendre sa retraite sportive. Il y ouvre un pub avec son épouse.

## Bilan sportif

### Principales équipes
|                                | Test                  |        |
| ------------------------------ | --------------------- | ------ |
| Indes occidentales             | 1950 - 1961           |        |
|                                | First-class           | List A |
| Trinité-et-Tobago              | 1949-1950 - 1952-1953 |        |
| Lancashire County Cricket Club | 1964 - 1965           | 1964   |

## Honneurs
- Un des cinq Wisden Cricketers of the Year de l'année 1951[2].
- Désigné en 2004 comme l'un des cinq meilleurs joueurs trinidadiens de l'histoire dans le cadre des célébrations des soixante-quinze ans du premier test-match dans les Indes occidentales[20].